# Marquesado de Villafranca del Castillo
El marquesado de Villafranca del Castillo es un título nobiliario español creado por el rey Alfonso XIII, mediante real decreto del 27 de mayo de 1907, en favor de María Carlota Nieulant y Erro, en memoria de un antiguo señorío que sus antepasados, los marqueses de Villamagna y de Sotomayor, poseían como sucesores de Alonso Álvarez de Toledo, instituido señor de Villafranca del Castillo en 1430.
Su denominación hace referencia a Villafranca del Castillo, zona perteneciente, actualmente, al municipio de Villanueva de la Cañada, en la provincia de Madrid.

## Marqueses de Villafranca del Castillo
|                           | Titular                       | Periodo                   |
| Creación por Alfonso XIII | Creación por Alfonso XIII     | Creación por Alfonso XIII |
| ------------------------- | ----------------------------- | ------------------------- |
| I                         | María Carlota Nieulant y Erro | 1907-1966                 |
| II                        | Blanca Alonso y Nieulant      | 1967-1985                 |
| III                       | Rafael Gomis y Alonso         | 1985-2014                 |
| IV                        | Gonzalo Gomis Udaeta          | 2015-hoy                  |

## Historia de los marqueses de Villafranca del Castillo
- María Carlota Nieulant y Erro Villanueva y Zuasti, I marquesa de Villafranca del Castillo.[1] Era hija de Juan Nieulant y Villanueva, IV marqués de Sotomayor, y su esposa Carlota Erro Zuasti.

Casó con Miguel Alonso y Aguirre-Sarasúa. El 27 de octubre de 1967, previa orden del 14 de julio de 1966 para que se expida carta de sucesión (BOE del 9 de agosto), le sucedió su hija:
- Blanca Alonso y Nieulant, II marquesa de Villafranca del Castillo.[5]

El 29 de mayo de 1985, previa orden del 23 de abril del mismo año para que se expida carta de sucesión (BOE del 21 de junio), le sucedió su hijo:
- Rafael Gomis y Alonso (1930-2014), III marqués de Villafranca del Castillo, caballero del Real Estamento Militar del Principado de Gerona y de la Real Hermandad del Santo Cáliz de Valencia.[3]

Casó con María de los Ángeles Udaeta y Bengoa, dama del Real Estamento Militar del Principado de Gerona y de la Hermandad del Santo Cáliz de Valencia. El 10 de agosto de 2015, previa orden del 22 de mayo para que se expida la correspondiente carta de sucesión (BOE del 8 de junio), le sucedió su hijo:
- Gonzalo Gomis Udaeta, IV marqués de Villafranca del Castillo.[5]